# Sorten

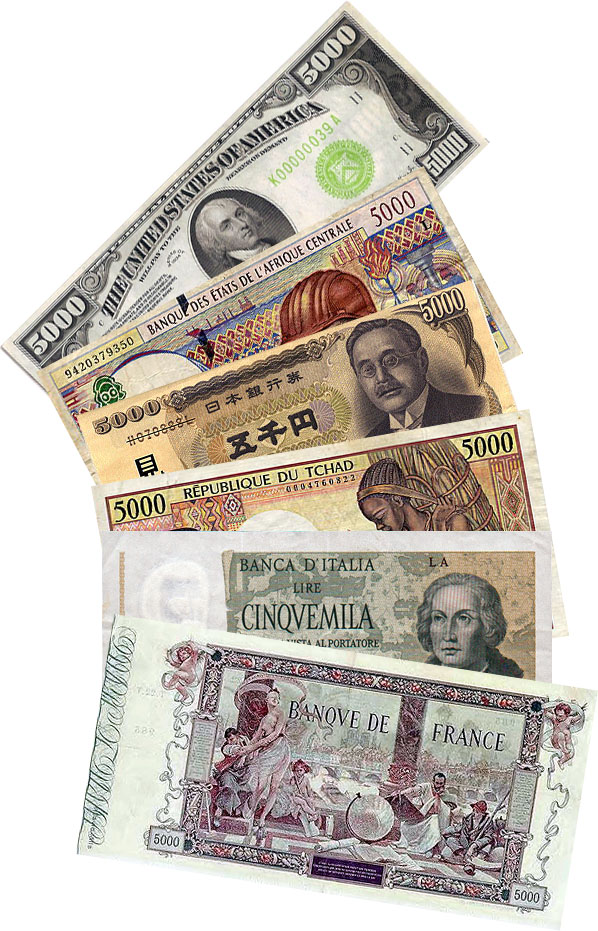
Banknoten verschiedener Länder (teils historisch)

Sorten (Pluraletantum; in der Schweiz Noten, in Österreich Valuten) ist im Bankwesen die Bezeichnung für Bargeld, das sich außerhalb des ausstellenden Staates, in welchem es als gesetzliches Zahlungsmittel gilt, in Umlauf befindet. Umgangssprachlich werden Sorten häufig als „Devisen“ oder „Reisedevisen“ bezeichnet. Devisen entstehen jedoch erst dann aus Sorten, wenn das ausländische Bargeld auf ein Bankkonto in entsprechender Fremdwährung eingezahlt wird.

## Abgrenzungen
Erforderlich für die Bezeichnung als Sorten ist einerseits, dass es sich um Bargeld handelt, so dass die ehemaligen Reiseschecks oder sonstiger Bargeldersatz nicht Sorten, sondern Devisen darstellen. Reiseschecks waren streng genommen Devisen, weil sie weder als gesetzliches Zahlungsmittel noch als Bargeld fungierten, sondern zum Buchgeld gehörten. Andererseits muss dieses Bargeld außerhalb des Währungsgebiets, in dem es als gesetzliches Zahlungsmittel zugelassen ist, zirkulieren (also etwa Schweizer Franken außerhalb der Schweiz und Liechtenstein). Sorten gehören zum Inlandszahlungsverkehr, weil entweder im Inland einheimisches Bargeld gegen ausländisches getauscht wird oder mit diesem ausländischen Bargeld im Ausland bezahlt wird.
Theoretisch kann sich nur dann ausländisches Bargeld in anderen Staaten in Umlauf befinden, wenn der ausstellende Staat keine Ausfuhrverbote oder  Devisenverkehrsbeschränkungen im Hinblick auf die Ausfuhr seiner eigenen Währung erlassen hat und somit den freien Kapitalverkehr nicht beschränkt oder gar verbietet. Auch der Staat, in welchem Sorten gehandelt werden, darf keine Einfuhrverbote vorsehen. Ausfuhrbeschränkungen hingegen erlauben die betragliche begrenzte Ausfuhr von Landeswährung, Einfuhrverbote wiederum verhindern das legale Einführen der Staatswährung. Bei frei konvertierbaren Währungen gibt es keinerlei Einfuhr- oder Ausfuhrbeschränkungen.

## Rechtsfragen
Nach der Legaldefinition des § 7 Abs. 2 FinaRisikoV sind Sorten ausländische Banknoten und Münzen, die gesetzliche Zahlungsmittel sind.
Der Erwerb von Sorten ist rechtlich ein Kaufvertrag gemäß § 433 BGB. Vertragsgegenstand sind die Sorten, welche vom Kreditinstitut als Verkäufer an den Kunden abgegeben werden oder als Käufer vom Kunden angenommen werden. Vertragliche Gegenleistung ist in beiden Fällen Inlandswährung. Deren Kaufpreis errechnet sich aus dem Wechselkurs und dem Nennwert der getauschten Währungen. Die Annahme oder Abgabe von Falschgeld stellt zivilrechtlich einen Sachmangel dar, welcher der Sachmangelhaftung unterliegt. Diese löst Gewährleistungsansprüche nach § 437 BGB (Nacherfüllung, Minderung oder Schadensersatz) aus, sofern die erforderliche Tilgungsbestimmung vom Verkäufer abgegeben wurde.
Das Sortengeschäft bei deutschen Kreditinstituten ist eine erlaubnispflichtige Finanzdienstleistung im Sinne des § 1 Abs. 1a Satz 2 Nr. 7 KWG. Es umfasst den Handel mit Banknoten oder Scheidemünzen, die gesetzliche Zahlungsmittel darstellen, sowie früher den Verkauf und Ankauf von Reiseschecks. Wer Finanzdienstleistungen gewerbsmäßig oder in einem Umfang betreibt, der einen in kaufmännischer Weise eingerichteten Geschäftsbetrieb erfordert, bedarf gemäß § 32 Abs. 1 KWG der vorherigen schriftlichen Erlaubnis der Bundesanstalt für Finanzdienstleistungsaufsicht (BaFin).
Nach nationalen und internationalen Erfahrungen muss das Sortengeschäft als besonders geldwäscheanfällig angesehen werden. Im Gegensatz zu den übrigen Bankgeschäften, bei denen Transaktionen mit Bargeld – mit Ausnahme anderer Tafelgeschäfte – nur eine untergeordnete Rolle spielen, handelt es sich beim Sortengeschäft typischerweise um Bargeldtransaktionen. Hinzu kommt, dass diese Geschäftsbereiche in hohem Maße geprägt sind durch Gelegenheitskunden, über die das einzelne Institut keine näheren Kenntnisse aus einer Geschäftsbeziehung besitzt.
Deshalb verpflichtet § 25k Abs. 3 KWG die Kreditinstitute, die Identifizierungspflichten auf sämtliche bar angenommenen Sortengeschäfte anzuwenden, soweit die Transaktion einen Betrag von 2.500 Euro oder Gegenwert in ausländischer Währung überschreitet. Damit müssen die Anforderungen des Geldwäschegesetzes (GwG) bei Sorten bereits ab einem Schwellenbetrag von 2.500 Euro erfüllt werden, wenn es sich um bare Transaktionen handelt und der Kunde beim Kreditinstitut keine Konten unterhält. Wird hingegen die Transaktion unbar über ein beim Kreditinstitut bestehendes Girokonto des Kunden abgewickelt, so gilt die allgemeine Schwelle von 15.000 Euro.
Kredit- und Finanzdienstleistungsinstitute, die das Sortengeschäft betreiben, müssen daher bereits ab einem Transaktionsbetrag von 2.500 bzw. 15.000 Euro den Kunden nach Maßgabe des § 1 Abs. 5 GwG oder des § 7 GwG identifizieren und die Feststellungen gemäß § 9 GwG aufzeichnen, sofern es sich um Bartransaktionen handelt. Abweichend von § 10 Abs. 3 Satz 1 Nr. 2b GwG besteht gemäß § 25k Abs. 1 KWG für die Sorgfaltspflichten nach § 10 Abs. 1 Nr. 1, 2 und 4 GwG ein Schwellenwert von mindestens 2.500 Euro, soweit ein Sortengeschäft nach § 1 Abs. 1a Satz 2 Nr. 7 KWG nicht über ein Girokonto des Kunden abgewickelt wird. In diesem Zusammenhang soll von Kreditinstituten auch die Frage nach dem wirtschaftlich Berechtigten gestellt und diese Angaben dokumentiert werden.
Wechselstuben sind Finanzdienstleistungsinstitute, benötigen eine Erlaubnis der BaFin und müssen obige Vorschriften ebenfalls erfüllen.

## Sortengeschäft bei Geldinstituten
Die Verfügbarkeit von Sorten setzt deren uneingeschränkte Handelbarkeit, frei von jeglichen Ausfuhr- und Einfuhrverboten oder -beschränkungen, voraus. Das Sortengeschäft soll den Reiseverkehr erleichtern, indem es den Reisenden mit ausländischem Bargeld versorgt, das dieser sich ansonsten möglicherweise umständlich oder zeitraubend im Reiseland beschaffen müsste. Das Sortengeschäft ist bei deutschen Kreditinstituten heutzutage auf Banknoten begrenzt, so dass Münzen nicht mehr Bestandteil des Sortenhandels darstellen. Kreditinstitute gewährleisten, dass sie aufgrund ihrer Fachkenntnis im Rahmen ihrer Sorgfaltspflichten nur echte Banknoten im Sortengeschäft ankaufen und verkaufen, so dass der Käufer nicht das Risiko gefälschter Banknoten zu tragen hat.
Kreditinstitute stellen im Sortenhandel zwei Sortenkurse, denn sie kaufen Sorten zum niedrigen Geldkurs an und verkaufen zum höheren Briefkurs. Arithmetisches Mittel zwischen beiden ist als Mittelkurs ein Wert, der sich am jeweiligen Devisenkurs orientiert. Der Sortenkurs wird meist in Preisnotierung angegeben, bei der die zu erwerbende Fremdwährung vorangestellt wird: 1 US-Dollar = 0,88 Euro. Die Spanne zwischen Sortengeld- und Sortenbriefkurs erklärt sich aus den Versand- und Versicherungskosten, der Wechselkursunsicherheit, die mit dem internationalen Sortenhandel verbunden ist, und der Gewinnspanne.

## Einfuhrbeschränkungen und -verbote
Im Sortengeschäft werden dem Bankkunden auch jene Währungen angeboten, die einer Einfuhrbeschränkung oder gar einem Einfuhrverbot im Reiseland unterliegen. In diesen Fällen machen die Kreditinstitute in Broschüren (die AGB darstellen) auf die Verbote oder Beschränkungen aufmerksam und schließen eine Haftung bei Schäden aus. Beim Erwerb von Sorten, die einem Ausfuhr- und/oder Einfuhrverbot oder einer Einfuhrbeschränkung unterliegen, geht der Käufer eine selbst zu tragende Gefahr ein, bei der Einreise entdeckt zu werden und setzt sich mindestens grob fahrlässig dem Risiko einer Bestrafung aus. Ein Verstoß gegen Devisen- oder Einfuhrbeschränkungen ist in den betroffenen Staaten meist als Verstoß gegen Zollbestimmungen oder als Devisenvergehen strafbewehrt. Reisende können sich vor dem Sortenkauf auf den entsprechenden Internet-Seiten des Auswärtigen Amts über etwaige Einfuhrbeschränkungen informieren.

## Sonstiges
Sorten haben den Vorteil, dass sie ohne Einschaltung einer Geschäftsbank auch zwischen Privatpersonen gehandelt werden können. Wer nach einer Reise noch Sorten übrig hat, kann diese auch privat an Personen weiterverkaufen, die in Zukunft in die entsprechenden Zielgebiete reisen. Wird hierbei der Mittelkurs zugrunde gelegt, sparen beide, da sie sich den – beim Umtausch bei einer Bank anfallenden – Kursverlust teilen; der Erwerber erkauft sich diesen Vorteil jedoch mit dem Risiko, gefälschte Sorten zu erwerben.
Sorten sind auch eine Form der Wertaufbewahrung. Insbesondere in Weichwährungsländern legen viele Bürger ihr Ersparnisse in einer Hartwährung an, insbesondere in Euro oder US-Dollar. Die Geldaufbewahrung ist allerdings deutlich unsicherer als der früher mögliche Erwerb von Reiseschecks. Diese waren im Falle des Verlusts versichert, während Bargeld beim Verlust unwiederbringlich verloren ist. Zudem erhalten die „Anleger“ keine Verzinsung, was bei Negativzinsen nicht gilt.
Wer während einer Reise im Ausland von einem Geldautomaten Bargeld der Inlandswährung abhebt (was genau genommen dann keine Sorten sind), wird von seiner Hausbank im Heimatland bei der Umrechnung nicht mit dem Sorten-, sondern den günstigeren Devisenkurs auf den abgehobenen Betrag belastet, manchmal zuzüglich eines Geldautomaten-Entgeltes. Die Vorschriften zum Europäischen Zahlungsraum (SEPA) verlangen, dass grenzüberschreitende Transaktionen gleich bepreist werden wie inländische. Diese Regelungen gelten seit Januar 2002.

## Numismatik
Als grobe Sorten werden in der Numismatik vollwertige Taler und Talerteilstücke sowie einige Kleinmünzen aus Feinsilber bezeichnet.